# Pegomya aksayensis
Pegomya aksayensis är en tvåvingeart som beskrevs av Fan och Wu Xinsheng 1987. Pegomya aksayensis ingår i släktet Pegomya och familjen blomsterflugor. Inga underarter finns listade i Catalogue of Life.